# Rockstar Vienna
Rockstar Vienna (ранее — Neo Software Produktions GmbH) — разработчик игр и подразделение Rockstar Games, находившееся в Вене, Австрия. Rockstar Vienna была основана 4 января 1993 года (как Neo Software Produktions GmbH), присоединилась к Take-Two Interactive в феврале 2001 года. В 2003 году было объявлено о присоединении к Rockstar Games. По состоянию на 2005 год, в студии работало 100 человек. Эта студия была закрыта в 2006 году.
До приобретения в 2001 году, Rockstar Vienna разработала несколько игр для персональных компьютеров: Whale's Voyage (1993), Der Clou! (1994), Rent-a-Hero (1999), Alien Nations (2000) и The Sting! (2001). Последние релизы включают консольные порты, разработанных другими филиалами Rockstar Games, включая Max Payne для Xbox (2001), Max Payne 2 для PlayStation 2 и Xbox (2003) и Grand Theft Auto: Double Pack (содержащий Grand Theft Auto III и Grand Theft Auto: Vice City) для Xbox (2003).
11 мая 2006 года Take-Two Interactive закрыли их офис без объяснений и её сотрудники были распущены.
17 января 2007 года основатели Rockstar Vienna официально объявили о формировании их новой компании «Games That Matter Productions GmbH». Новая компания была приобретена 22 августа 2007 года компанией Deep Silver.

## Игры
как neo Software Produktions GmbH
- Whale's Voyage (1993) (PC)
- Der Clou! (1994) (PC)
- Dark Universe (1995) (PC)
- Whale’s Voyage II: Die Ubermacht (1995) (PC)
- Cedric and the Lost Sceptre (1995) (Amiga, CD32)
- Rent-a-Hero (1999) (PC)
- Fightin' Spirit (1996) (Amiga), CD32)
- Black Viper (1996) (Amiga, CD32)
- Spherical Worlds (1996) (Amiga), CD32)
- Alien Nations (2000) (PC)
- The Sting! (2001) (PC)
- Max Payne (2001) (Xbox) (вместе с Remedy Entertainment, Rockstar Toronto, и Rockstar Leeds)

как Rockstar Vienna
- Max Payne 2 (2003) (Xbox, PS2) (вместе с Remedy Entertainment)
- Grand Theft Auto III (2003) (Xbox) (вместе с Rockstar North)
- Grand Theft Auto: Vice City (2003) (Xbox) (вместе с Rockstar North)
- Manhunt 2 (2007) (PS2, PSP, Wii) (вместе с Rockstar North, Rockstar London, Rockstar Leeds, и Rockstar Toronto) После закрытия студии игра перешла к Rockstar London.